# Notre-Dame-du-Rocher
Notre-Dame-du-Rocher è un comune francese di 63 abitanti situato nel dipartimento dell'Orne nella regione della Normandia.

## Società

### Evoluzione demografica
Abitanti censiti